# Казино «Рояль» (фильм, 1967)
«Казино „Рояль“» (англ. Casino Royale) — кинофильм, представляющий собой вольную интерпретацию одноимённого произведения Яна Флеминга. Попытка спарадировать легендарного агента. Не является частью официальной бондианы. В главных и второстепенных ролях задействована целая плеяда кинозвёзд мировой величины. Режиссёр — Джон Хьюстон.

## Сюжет
Действие фильма начинается в загородном поместье сэра Джеймса Бонда (Дэвид Нивен), легендарного британского шпиона, ушедшего со службы 50 лет назад, в далёком 1917 году. Его посещают бывший шеф M (Джон Хьюстон), молодой шифровальщик из ЦРУ Рэнсом (Уильям Холден), надзиратель исправительного лагеря КГБ Смернов (Курт Казнар) и заместитель главы французской разведки Лё Гранд (Шарль Буайе).
Бонд издевается над цианидовой гвозди́кой Рэнсома, арсеналом, скрытым в гротескных ботинках Смернова, снаряжёнными смертоносным ядом пуговицами Лё Гранда и стреляющими ручками M. В саду бывший шеф открывает истинную цель своего посещения (равно как и остальных): по всему миру исчезают или умирают секретные агенты, и виновата в этом жестокая организация СМЕРШ. Все просят вернуться Джеймса Бонда на службу.
Внезапно Бонд покидает всех, чтобы сыграть Дебюсси на своём пианино. Пока он играет, гости обсуждают его отставку, последовавшую за расстрелом во Франции знаменитой экзотической танцовщицы и куртизанки Маты Хари, которая была соблазнена агентом 007. Когда Джеймс возвращается и отвергает их предложение, M вручает ему письмо из Виндзорского замка в надежде изменить его решение. Бонд опять отвечает отказом, в ответ M приказывает нанести удар по особняку. Дом взлетает на воздух после попадания ракеты. Шеф британской разведки погибает от взрыва.
Бонд отправляется в Шотландию, чтобы отдать останки M его семье. Всё, что осталось от него — это парик (точнее накладка), названный «наследством» леди Фионой МакТерри (Дебора Керр), «вдовой» его шефа. На самом деле леди Фиона — это французский агент Мими, выбранная для роли жены покойного M из-за «лучшего шотландского акцента». Во время своего визита Бонду приходится уклоняться от ухаживаний многочисленных молодых «дочерей» МакТерри. В итоге он оказывается приглашённым на церемониальную стрельбу по куропаткам, хотя для них и не сезон. Правда, леди Фиона объясняет, что «всякий раз, когда умирает кто-то из МакТерри, наступает сезон куропаток».
В тот же вечер Бонд наносит сокрушительное поражение банде головорезов в перекидывании каменных ядер (традиционная шотландская забава). Этим он впечатляет леди Фиону, после чего она высказывает своё восхищение им по-французски. Другие агенты СМЕРШа начинают сомневаться в её преданности. Опасаясь, что она их раскроет, её запирают.
Наутро начинается охота на куропаток, только в качестве «куропаток» выступают летающие бомбы. К этому времени агенту Мими удаётся освободиться из заточения. Она помогает Бонду пережить нападение, объяснив, что пуговица на его куртке намагничена для точного прицеливания при стрельбе по нему куропатками-бомбами. Вместе они отрывают эту пуговицу и запускают её в сторону агентов СМЕРШа. Те кидают им пуговицу обратно… После нескольких «подач» пуговица (а с ней и «куропатка») попадают в пусковую платформу, взрывая её. Сразу после этого агент Мими уходит в монастырь, попросив думать Бонда о ней как о второй женщине в его жизни.
По дороге в Лондон Бонд умудряется пережить ещё одно покушение на него. Дорогу перед ним блокирует машина с агентом СМЕРШа, а позади преследует дистанционно управляемый фургон со взрывчаткой. В результате неполадки теряется видеосвязь с пультом управления СМЕРШа. В это время Бонд обходит блокирующую его машину и успешно въезжает в ворота, открыв и закрыв их за собой при помощи пульта. В результате автомобиль со взрывчаткой взрывается, врезавшись в другой автомобиль СМЕРШа.
Бонд теперь выдвинут на место M. Придя в его кабинет, он находит там его секретаршу мисс Манипенни (Барбара Буше), дочь настоящей мисс Манипенни. Тут же он узнаёт от Хэдли (Дерек Ниммо), что один агент до смерти упарился в сауне в Финляндии, второй сгорел в «огненном» борделе в Мадриде, третий погиб в доме гейши.
Бонд решает назвать всех агентов, оставшихся в резерве, Джеймсами Бондами. Одним из них он решает сделать автора книги про баккара, которого ещё надо завербовать.

## В ролях
- Питер Селлерс — Ивлин Трембл / агент 007 Джеймс Бонд
- Урсула Андресс — Веспер Линд / агент 007 Джеймс Бонд
- Дэвид Нивен — сэр Джеймс Бонд
- Орсон Уэллс — Лё Шиффр
- Джоанна Петтет — Мата Бонд
- Далия Лави — агент
- Вуди Аллен — доктор Ной / Джимми Бонд
- Дебора Керр — агент Мими / леди Фиона МакТерри
- Уильям Холден — Рэнсом
- Джон Хьюстон — МакТерри / M
- Курт Казнар — Смернов
- Джордж Рафт — в роли самого себя
- Теренс Купер — агент Куп / агент 007 Джеймс Бонд
- Барбара Буше — мисс Манипенни, дочь настоящей мисс Манипенни
- Жаклин Биссет — мисс Гудфингс
- Джеффри Бейлдон — Q
- Джон Уэллс — помощник Q
- Жан-Поль Бельмондо — французский легионер / агент 007 Джеймс Бонд
- Питер О'Тул — волынщик (в титрах не указан)
- Анжелика Хьюстон — агент

- Первоначально фильм планировался как очередное продолжение бондианы, но Фелдмана не устроила сумма (от 600 тыс. до 1 млн долл.), которую Шон Коннери потребовал за главную роль, и было принято решение снять пародию[2].

## Награды и номинации
- В 1967 «Казино „Рояль“» завоевало третью премию Golden Laurel как лучшая комедия.
- Также фильм в 1968 году номинировался на «Оскар» в категории «Лучшая музыка» (Бёрт Бакарак и Хэл Дэвид за песню «The Look of Love»).
- Номинация на премию BAFTA в категории «Лучшие британские костюмы (цветной фильм)» (Джули Харрис).
- Саундтрек к фильму получил номинацию на «Грэмми» в категории «Лучшая оригинальная музыка для кинофильма».